# Spoorlijn Leopoldov – Kozárovce

Spoorkaart Slowakije

De spoorlijn Leopoldov – Kozárovce (lijn nummer 141) is een enkelsporige, niet-geëlektrificeerde spoorlijn in Slowakije, die Leopoldov verbindt met Kozárovce.
De lijn vormt een verbinding tussen de volgende toeristische regio's:
- Považie,[1]
- Ponitrie,[2]
- Pohronie.[3]

## Geschiedenis
Op lijn 141 onderscheidt men drie trajecten:
1. Leopoldov – Lužianky (Nitra): het oudste en tevens ook het belangrijkste traject dat reeds in 1898 in gebruik was. Deze sectie vormt een onontbeerlijke schakel in de snelle verbinding tussen Bratislava en Prievidza. Dit lijngedeelte verbindt Lužianky met Bratislava via Leopoldov.
2. Zlaté Moravce – Kozárovce: het tweede deel (uiterst oostelijk) van de lijn is vanaf 1912 in gebruik. Het verbond Zlaté Moravce met het toeristisch gebied Pohroní[3] en met de spoorlijn Nové Zámky - Zvolen.
3. Lužianky – Zlaté Moravce: het derde deel (middelste deel) werd pas in het interbellum gebouwd (1938), tijdens de grote infrastructuurwerken ten behoeve van de spoorwegen. Het belang van deze lijn was vooral duidelijk tijdens de ontwikkeling van de Slowaakse Republiek toen lijn 141 de enige connectie vormde tussen Bratislava en de centraal gelegen stad Zvolen.

## Treindienst
Anno 2023 wordt op het belangrijkste deel van lijn 141, met name tussen Leopoldov en Lužianky (± 28 km), het verkeer gehandhaafd, zowel voor het vervoer van goederen, als voor regionale treinen en intercitytreinen (snel passagiersverkeer tussen Bratislava en Prievidza).
Daartegenover staat dat in 2003 alle reizigersvervoer werd opgeschort tussen Lužianky en Kozárovce (± 55 km).
Op 20 november 2015 werd een kort gedeelte van lijn 141, namelijk Dražovce - Lužianky (± 2,5 km) ook buiten gebruik gesteld. Volgens het Ministerie van Verkeerswezen werd het spoor plaatselijk slechts sporadisch gebruikt: ongeveer 1 à 2 treinen per maand. De buitengebruikstelling is het gevolg van de uitbreiding van een aangrenzend industriegebied ten behoeve van de autofabriek Jaguar Land Rover. De Slowaakse staat had aan deze investeerder geen voorwaarde opgelegd om een omleiding te financieren en overweegt dit volgens de woordvoerder van het ministerie nog niet, maar de mogelijkheid wordt voor de toekomst niet uitgesloten.

## Stations en stopplaatsen

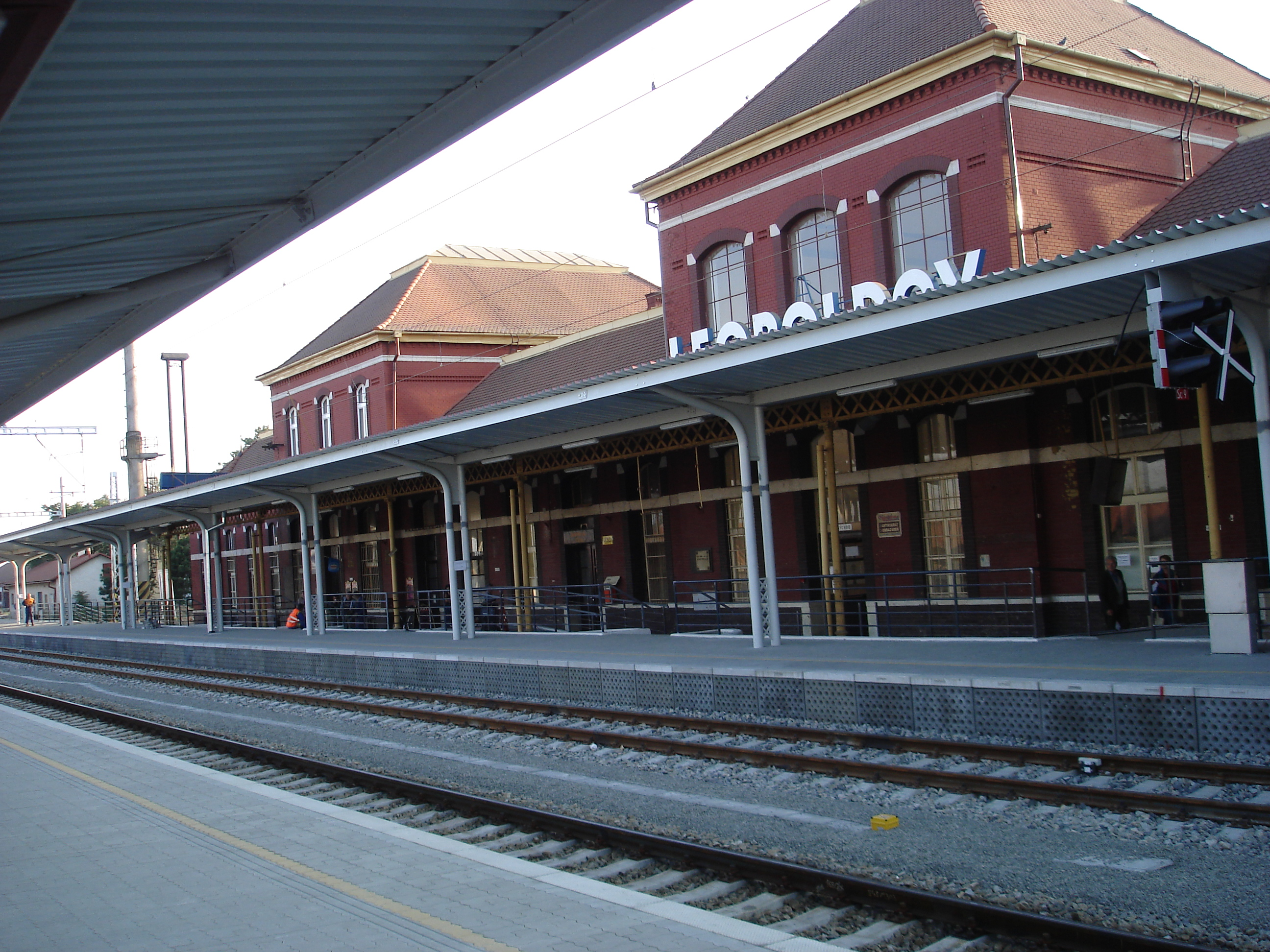
Station Leopoldov

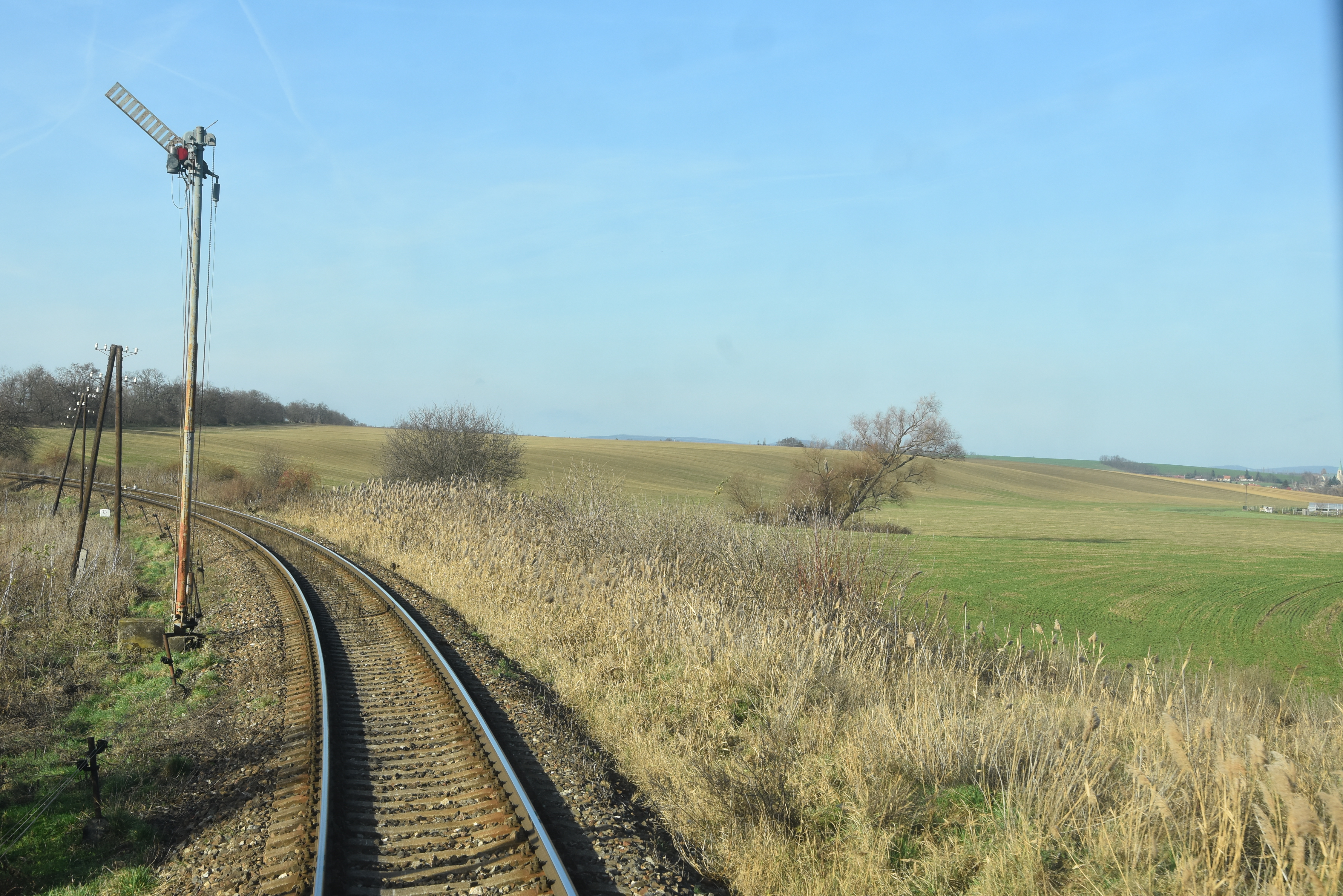
Tussen Leopoldov en Kozárovce, nabij station Zbehy

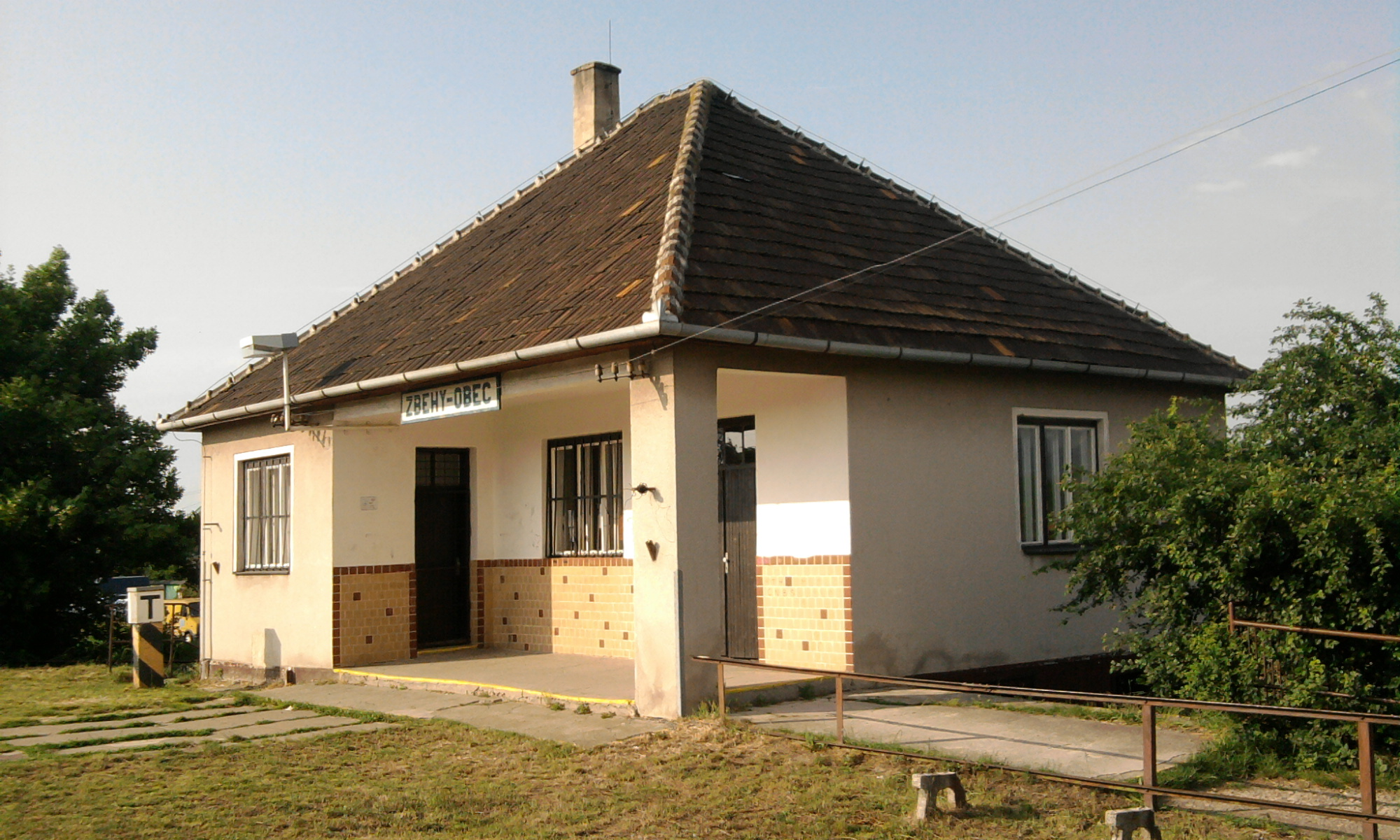
Station Zbehy

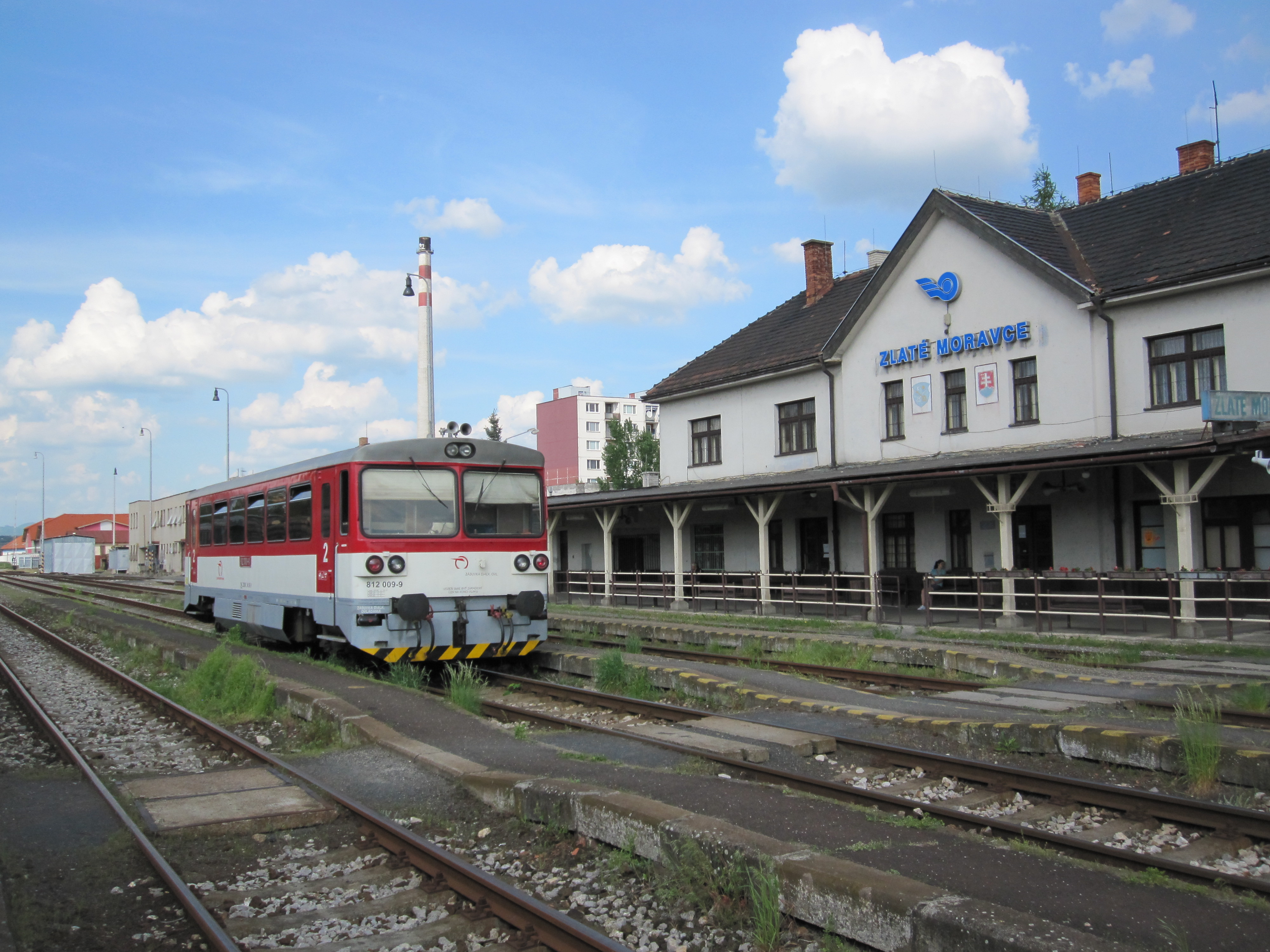
Station Zlaté Moravce

De lijn bedient de volgende stations (s) en stopplaatsen:
- Leopoldov (s)
  - vertakking met lijn:
    - 120 (Bratislava – Žilina)
    - 133 (Leopoldov – Galanta)
- Leopoldov zastávka
- Hlohovec (s)
- Kľačany
- Rišňovce (s)
- Alekšince (s)
- Andač[4]
- Zbehy (s)
  - vertakking met lijn 142 (Zbehy–Radošina)
- Zbehy obec
- Lužianky (s)
  - vertakking met lijn: 140 (Nové Zámky – Prievidza)
- Dražovce[5]
- Podhorany pri Lužiankach
- Žirany (s)
- Jelenec (s)
- Ladice
- Sľažany
- Zlaté Moravce (s)
  - vertakking met lijn 151 (Nové Zámky – Zlaté Moravce)
- Zlaté Moravce závody
- Zlaté Moravce-Prílepy
- Volkovce
- Kozárovce zastávka
- Kozárovce (s)
  - vertakking met lijn 150 (Zvolen – Nové Zámky)